# SVT:s Luciamorgon
SVT:s Luciamorgon sänds årligen i Sveriges Television under Luciadagen, den 13 december. Programmet sändes första gången 1956, och hade under de tidiga åren namn som Luciakväll och Luciajournal. Programmet brukar börja klockan 07.00 på morgonen och pågår i ungefär en timme. Under eftermiddagen eller kvällen visas det vanligtvis repris. Luciatåget arrangeras vanligen inuti en kyrkobyggnad, en gammal herrgård eller ett slott. Åren 2020 och 2021 höll man, på grund av Coronapandemin, till utomhus. Numera brukar även en eller några så kallade gästartister medverka som solister. Vissa år har endast repriser från tidigare år visats.
Vid 2004 års utsändningar, från Malung, återskapades Luciatraditioner från 1860-talet. Det ledde till tittarstorm, då många hellre önskade se Luciafirandet som det sett ut sedan 1920-talet.

## Lista
| Årtal | Plats                                            | Deltagare & kör | Lucia                     | Gästartist(er)/Solist(er)                                                                                                 |
| ----- | ------------------------------------------------ | --- | ------------------------- | --- |
| 1956  | ?                                                | Pekka Langer (värd) | ?                         | ? |
| 1957  | ?                                                | ? | ?                         | ? |
| 1958  | Göteborg                                         | ? | ?                         | Lasse Dahlquist |
| 1959  | Kungsholmens kyrka, Stockholm                    | Kungsholmens gymnasium, Stockholms musikgymnasium                                                                        | Ellen Runesson            | ? |
| 1960  | Stora Katrinelunds barnträdgård, Göteborg        | ? | ?                         | ? |
| 1961  | Göteborg                                         | Margit Holmberg (värd)                                                                                                   | ?                         | ? |
| 1962  | Blommensbergsskolan, Stockholm                   | ? | ?                         | ? |
| 1963  | Maria barndaghem, Stockholm                      | ? | ?                         | ? |
| 1964  | Malmö                                            | ? | ?                         | ? |
| 1965  | Djurgårdsskolan, Stockholm                       | Jeanette von Heidenstam var programledare. Luciatåg med elever ur årskurs 6                                              | Ingrid Jonsson            | ingen gästartist |
| 1966  | Mariaskolan, Stockholm                           | Stockholms musikklasser                                                                                                  | ?                         | ? |
| 1967  | Nacka musikskola                                 | ? | ?                         | ? |
| 1968  | Västerås musikskola                              | Elever från Västerås musikskola                                                                                          | ?                         | ? |
| 1969  | Malmö                                            | Inger Nilsson, Arne Weise (värdar)                                                                                       | ?                         | ? |
| 1970  | Sabbatsbergs ålderdomshem, Stockholm             | Adolf Fredriks musikskola                                                                                                | ?                         | ? |
| 1971  | Carl Larsson-gården, Sundborn                    | ? | ?                         | ? |
| 1972  | Malmö                                            | ? | ?                         | ? |
| 1973  | Carl Larsson-gården, Sundborn                    | ? | ?                         | ? |
| 1974  | Smedslättsskolan, Bromma                         | ? | ?                         | ? |
| 1975  | Carl Larsson-gården, Sundborn                    | Barn från Söderbärke kyrkskola under ledning av Börje Ellerstedt.                                                        | Charlotte Ellerstedt      | ? |
| 1976  | Repris från 1975                                 | |                           | |
| 1977  | Baldersgårdens daghem, Upplands-Väsby            | Daghemsbarnen | ?                         | |
| 1978  | Repris från 1975                                 | |                           | |
| 1979  | Hedvig Eleonora kyrka, Stockholm                 | Stockholms musikklasser – Adolf Fredriks skola                                                                           | Katrin Onno               | |
| 1980  | Go'morron Sverige – med Lucia, Göteborg          | Elever från scenskolans musikdramatiska linje                                                                            | Anne Bolstad              | Erland Hagegård |
| 1981  | Ekshäradsgården på Skansen                       | Bromma kammarkör, Adolf Fredriks flickkör                                                                                | ?                         | ? |
| 1982  | Allhelgonakyrkan i Lund                          | ? | ?                         | ? |
| 1983  | Nacka aula, Nacka                                | Nacka musikskola, kör och orkesterledare: Karin Fagius, Bibbi Mathisson och Lena Kästel                                  | Ann-Charlotte Olofsson    | ? |
| 1984  | Repris från 1975                                 | |                           | |
| 1985  | Stockholms stadshus                              | Stockholms kommunala musikskola                                                                                          | Lena Bäck                 | |
| 1986  | Go'morron Sverige – och Lucia, Göteborg          | Elever från scenskolans lyriska linje                                                                                    | ?                         | ? |
| 1987  | van der Nootska palatset                         | Katarina flickkör | ?                         | ? |
| 1988  | Universitetet i Lund                             | Ungdomskörer från musikskolan och Domkyrkan                                                                              | ?                         | ? |
| 1989  | Orangerimuseet, Ulriksdal                        | Elever från Solna musikskola                                                                                             | ?                         | ? |
| 1990  | Stora Hyttnäs, Sundborn                          | Bjursåsflickorna | ?                         | ? |
| 1991  | TV-huset, Stockholm                              | Katarinakörerna | Lisa Gustafsson           | Ove Pettersson |
| 1992  | Missionskyrkan i Rättvik                         | Gudruns barn- och ungdomskör                                                                                             | Louise Ekeblad            | |
| 1993  | Wira bruk, Roslagen                              | Kammarkören Non Silentium Åkersberga                                                                                     | Hanna Kulle               | Sofia Söderqvist |
| 1994  | Repris från 1975                                 | |                           | |
| 1995  | Katarina kyrka, Stockholm                        | Katarinakörerna | Linda Leopold             | Sofia Källgren |
| 1996  | Hagegården, Värmland                             | Adolf Fredriks flickkör                                                                                                  | ?                         | Håkan Hagegård och Charlotte Hellekant                                                                                    |
| 1997  | Falun                                            | Borlänge musikskola | Charlotta Paulsson        | ? |
| 1998  | Repris från 1991                                 | |                           | |
| 1999  | Geijersgården, Ransäter, Värmland                | Geijersskolans kammarkör, Norrstrandsskolans musikklasser                                                                | ?                         | Solveig Ternström och Gundegabaletten                                                                                     |
| 2000  | Lunds domkyrka                                   | Korallerna, Korinterna, Lunds domkyrkas gosskör, Cantores Cathedrales och Domherrarna                                    | Saskia Butler             | Ingela Bohlin och Pontus Wiegert                                                                                          |
| 2001  | Repris från år 2000                              | |                           | |
| 2002  | Kulturen, Lund                                   | Körer från Kulturskolan under ledning av Karin Fagius: Körameller, Körmitz, Cantlénor, Koritzia och Kulturens dramagrupp | Kajsa Martin              | ? |
| 2003  | Linköpings domkyrka                              | Folkungaskolan, Linköpings musikklasser                                                                                  | Maria Wulcan              | ? |
| 2004  | Malungs kyrka                                    | Viskursen, Malungs folkhögskola                                                                                          | Karin Tenggren            | ? |
| 2005  | Olofsfors bruk, Västerbotten                     | Umeås musikklasser | Jannike Dahlberg          | |
| 2006  | Repris från 2005                                 | |                           | |
| 2007  | Zorngården, Mora                                 | Barn- och ungdomskörer från Mora och Orsa                                                                                | Hållams Linnea Henriksson | |
| 2008  | Gamla elverket, Malmö                            | Heleneholms gymnasiums ungdomskör och Malmö kulturskolas barnkör                                                         | Alexandra Lirakis         | Miriam Aïda och James Houston                                                                                             |
| 2009  | Växjö domkyrka                                   | Estetprogrammets kör samt Musiktillägget                                                                                 | Ellen-Maria Broman        | ? |
| 2010  | Kungsholmens kyrka, Stockholm                    | Södra Latins kammarkör & Södra Latins musikgymnasium                                                                     | Amanda Römmesmo Diaz      | Sonja Aldén, Shirley Clamp, Sanna Nielsen och Darin Zanyar                                                                |
| 2011  | Göteborgs domkyrka                               | Göteborgs domkyrkas goss- och flickkörer                                                                                 | Alva Ohlsson              | Jill Johnson, Sofia Karlsson och Tomas von Brömssen                                                                       |
| 2012  | Uppsala domkyrka                                 | Uppsala domkyrkas Flick- och Gosskör under ledning av Margareta Raab                                                     | Astrid Cederlöf           | Benny Andersson och Helen Sjöholm, Olle Moraeus, Rawa, LX                                                                 |
| 2013  | Olaus Petri kyrka, Örebro                        | Ungdomskören OPQ | Isa Holmgren              | Artisterna Gladys del Pilar och Sofia Karlsson samt musikern Martin Hederos                                               |
| 2014  | Oscar Fredriks kyrka, Göteborg                   | Oscar Fredriks Ceciliakör, Oscar Fredriks Kammarkör, Oscar Fredriks sinfonietta                                          | Caroline Lind             | Helena Paparizou, Sonja Aldén, Marianne Holmboe och Anders Ekborg                                                         |
| 2015  | Örgryte nya kyrka, Göteborg                      | Örgryte församlings ungdomskörer, Hvitfeldtska gymnasiets kammarkör                                                      | Ebba Lundgren             | Rickard Söderberg (sång), Emilia Amper (sång, nyckelharpa)                                                                |
| 2016  | Varbergs fästning, Varberg                       | Påskbergsskolan, Goda hopp och Carisma                                                                                   | Tintin Mehrens            | Oscar Zia, Cecilia Vennersten och Adrian Alebo Andersson                                                                  |
| 2017  | Kungsholmens kyrka, Stockholm                    | Stockholms Musikgymnasiums Kammarkör                                                                                     | Emma Runesson             | Esther Kirabo, Frida Green, Leo Florin                                                                                    |
| 2018  | Göteborgs domkyrka                               | Göteborgs domkyrkas goss, flick- och ungdomskörer                                                                        | Johanna Ljungstrand       | Helena Ek |
| 2019  | Gränna kyrka                                     | Gränna Luciakör | Engla Ejdehage            | Simon Fredenwall |
| 2020  | Jukkasjärvi (utomhus på grund av Coronapandemin) | Musikgymnasiet i Boden, Songkidz kulturskolan Kiruna                                                                     | Lina Högström Johansson   | Mattias Sandlund, Sigurd Löf, Anja Storelv, Hans Lennart Brunn                                                            |
| 2021  | Tällberg (utomhus på grund av Coronapandemin)    | Musikkonservatoriet i Falun, Faluns kulturskola                                                                          | Tuva Hedelin              | Malin Foxdal, Bjoern, Anders Nygårds, Bianca B. Linderholm, Mattias Perez                                                 |
| 2022  | Gräfsnäs slottsruin                              | Brunnsbo musikklasser, Alingsås Musikteatersällskap                                                                      | Clara Dahl                | Lovisa Samuelsson (cello och gitarr) Daniel Andersson (kontrabas), Ella Wennerberg (trombon), Bruno Coimbra Faria (flöjt) |
| 2023  | Kalmar slott                                     | Vox Beata, Voices | Alma Alvunger             | Ida Olsson, Sol-Roos, stråkkvartet från Camerata Nordica, Eldkonstnärer från Kalmar Kulturskola                           |
| 2024  | Sätra Brunns kyrka                               | Sjöviks folkhögskola, Sala ungdomskör                                                                                    | Lova Fredling             | Josefina Paulson, Carina Normansson                                                                                       |

### Fotnoter
1. ↑  Lars Lindström (28 november 2018). ”Lucia 2018” (på svenska). Expressen. https://www.expressen.se/nyheter/lucia-2018-darfor-firar-vi-sankta-lucia-i-sverige/. Läst 27 november 2019.
2. ↑  Jenny Leonardz (13 december 2004). ”Lucia i folklig skrud” (på svenska). Svenska Dagbladet. https://www.svd.se/lucia-i-folklig-skrud. Läst 27 november 2019.
3. ↑  ”Tittarstorm mot luciafirande från Malung”. Sveriges Radio. 13 december 2004. https://sverigesradio.se/sida/artikel.aspx?programid=161&artikel=521030. Läst 27 november 2019.
4. ↑  "Röster i Radio-TV" nr 49 1958
5. 1 2 3 4 5 6 7 8 9 10 11 12 13 14 15 16 17  ”Luciamorgon på Sveriges Television”. Luciafirande. Arkiverad från originalet den 21 februari 2015. https://web.archive.org/web/20150221155841/http://sanktalucia.se/index.php. Läst 13 december 2012.
6. ↑  ”Svenska Dagbladets historiska arkiv”. Svenska Dagbladet. ISSN 1101-2412. https://www.svd.se/arkiv/1963-12-13/33. Läst 13 november 2021.
7. ↑  ”Svenska Dagbladets historiska arkiv”. Svenska Dagbladet. ISSN 1101-2412. https://www.svd.se/arkiv/1974-12-13/30. Läst 13 november 2021.
8. ↑  Luciamorgon på Baldersgårdens daghem, Upplands Väsby på Svensk mediedatabas
9. ↑  Luciamorgon på Carl Larsson-gården på Svensk mediedatabas
10. ↑  Luciamorgon med Stockholms musikklasser på Svensk mediedatabas
11. ↑  Luciamorgon i Ekshäradsgården på Skansen på Svensk mediedatabas
12. ↑  Luciamorgon på Carl Larsson-gården i Sundborn på Svensk mediedatabas
13. ↑  Luciamorgon i Stockholms Stadshus. på Svensk mediedatabas
14. ↑  Luciamorgon med Katarina flickkör på Svensk mediedatabas
15. ↑  Luciamorgon från Lund på Svensk mediedatabas
16. ↑  Luciamorgon i Orangerimuseet på Ulriksdal på Svensk mediedatabas
17. ↑  Luciamorgon från Rättvik på Svensk mediedatabas
18. ↑  ”Luciamorgon på Wira Bruk”. SVT. Arkiverad från originalet den 29 april 2014. https://web.archive.org/web/20140429180614/http://www.oppetarkiv.se/video/1645995/lucia.
19. ↑  Luciamorgon på Carl Larsson-gården på Svensk mediedatabas
20. ↑  Luciamorgon på Svensk mediedatabas
21. ↑  Luciamorgon på Svensk mediedatabas
22. ↑  Luciamorgon på Svensk mediedatabas
23. ↑  Luciamorgon på Svensk mediedatabas
24. ↑  ”Luciafirande”. Arkiverad från originalet den 21 februari 2015. https://web.archive.org/web/20150221155841/http://sanktalucia.se/index.php. Läst 11 december 2013.
25. ↑  Luciamorgon på Svensk mediedatabas
26. ↑  Lucia i Lund på Svensk mediedatabas
27. ↑  Lucia i Lund på Svensk mediedatabas
28. ↑  Lucia från Kulturen i Lund på Svensk mediedatabas
29. ↑  Lucia på Svensk mediedatabas
30. ↑  Lucia på Svensk mediedatabas
31. ↑  ”Svenska folket rasar mot SVT:s luciatåg”. Aftonbladet. 13 december 2004. http://www.aftonbladet.se/nyheter/article10512501.ab. Läst 14 december 2014.
32. ↑  Luciamorgon på Svensk mediedatabas
33. ↑  Luciamorgon på Svensk mediedatabas
34. ↑  Lucia på Svensk mediedatabas
35. ↑  Lucia på Svensk mediedatabas
36. ↑  Lucia på Svensk mediedatabas
37. ↑  Lucia på Svensk mediedatabas
38. ↑  Lucia på Svensk mediedatabas
39. ↑  Lucia på Svensk mediedatabas
40. ↑  ”Lucia”. Sveriges Television. Arkiverad från originalet den 16 december 2012. https://web.archive.org/web/20121216033130/http://www.svtplay.se/video/907512/lucia. Läst 13 december 2012.
41. ↑  ”Luciamorgon i SVT från Uppsala domkyrka”. Svenska kyrkan, Uppsala domkyrkoförsamlingen. Arkiverad från originalet den 25 mars 2016. https://web.archive.org/web/20160325111026/https://www.svenskakyrkan.se/default.aspx?id=942224. Läst 4 september 2014.
42. ↑  Lucia på Svensk mediedatabas
43. ↑  ”Traditionellt Luciafirande med skönsång - SVT.se”. http://www.svt.se/lucia/traditionellt-luciafirande-med-skonsang. Läst 11 december 2013.
44. ↑  ”SVT:s Luciamorgon från Örebro”. P4 Göteborg - Sveriges Radio. 15 oktober 2013. http://sverigesradio.se/sida/artikel.aspx?programid=159&artikel=5675290. Läst 16 december 2014.
45. ↑  ”Lucia utan överraskningar”. ETC Örebro. 12 december 2013. Arkiverad från originalet den 17 december 2014. http://archive.is/2014.12.17-134343/http://orebro.etc.se/kultur/lucia-utan-overraskningar. Läst 16 december 2014.
46. ↑  dokumentation på Svensk mediedatabas
47. ↑  ”Luciamorgon från Oscar Fredriks kyrka i Göteborg”. Sveriges Television. 13 december 2014. http://www.svt.se/lucia/luciamorgon-fran-oscar-fredriks-kyrka-i-goteborg. Läst 13 december 2014.
48. ↑  Lucia på Svensk mediedatabas
49. ↑  ”Lucia”. Sveriges Television. 13 december 2015. Arkiverad från originalet den 14 december 2015. https://web.archive.org/web/20151214215921/http://www.svtplay.se/video/5292178/lucia/lucia-sasong-5-avsnitt-3. Läst 13 december 2015.
50. ↑  Lucia på Svensk mediedatabas
51. ↑  Alice Nilsson Loth (18 november 2016). ”Luciainspelning på Varbergs fästning”. Sveriges Television. https://www.svt.se/nyheter/lokalt/halland/lucia-intog-varbergs-fastning. Läst 13 december 2016.
52. ↑  Luciamorgon från Kungsholms kyrka på Svensk mediedatabas
53. ↑  ”Luciamorgon från Kungsholms kyrka”. SVT. 13 december 2016. https://www.svt.se/lucia/. Läst 13 december 2017.
54. ↑  Lucia på Svensk mediedatabas
55. ↑  ”Lucia”. SVT. 13 december 2018. Arkiverad från originalet den 13 december 2018. https://web.archive.org/web/20181213124717/https://www.svtplay.se/video/20339194/lucia. Läst 13 december 2018.
56. ↑  Luciamorgon från Gränna på Svensk mediedatabas
57. ↑  ”Hela Sveriges Lucia i Gränna”. Sveriges Television. 13 december 2019. https://www.svt.se/nyheter/lokalt/jonkoping/hela-sveriges-lucia-i-granna-jag-vet-inte-hur-jag-vagade-gora-det-har. Läst 13 december 2019.
58. ↑  Luciamorgon från Jukkasjärvi på Svensk mediedatabas
59. ↑  Luciamorgon från Tällberg på Svensk mediedatabas
60. ↑  Luciamorgon från Gräfsnäs på Svensk mediedatabas
61. ↑  Luciamorgon från Kalmar slott på Svensk mediedatabas
62. ↑  Robert Gustavsson (13 december 2024). ”Lova, 18, från Sala sprider ljus som lucia i SVT:” (på svenska). SVT Västmanland. https://www.svt.se/nyheter/lokalt/vastmanland/lova-18-fran-sala-sprider-ljus-som-lucia-i-svt-alltid-varit-en-drom. Läst 13 december 2024.
63. ↑  Tor Röjerås (3 december 2024). ”Salas riksspelmän Josefina och Carina släpper ny musik” (på svenska). Sala Allehanda. https://www.salaallehanda.com/2024-12-03/salas-riksspelman-josefina-och-carina-slapper-ny-musik/. Läst 13 3 december 2024.